# Steff Cras
Steff Cras (* 13. Februar 1996 in Geel) ist ein belgischer Radrennfahrer.

## Karriere
Als Junior gewann Steff Cras im Alter von 18 Jahren eine Etappe der Tour du Valromey 2014, musste sich in der Gesamtwertung jedoch dem Franzosen Victor Lafay geschlagen geben. Im Jahr drauf unterschrieb er beim Team Lotto-Soudal U23 und fuhr im Jahr 2016 in die Top 10 der Ronde de l’Isard, Course de la Paix U23 und Tour de Savoie Mont-Blanc. Im Jahr 2017 fuhr er für das BMC Development Team und beendete mit der Tour de l’Avenir die größte Nachwuchsrundfahrt auf dem fünften Gesamtrang.
Nach seinen guten Leistungen in der Klasse U23 erhielt er im Jahr 2018 einen Vertrag beim Schweizer UCI WorldTeam Katusha Alpecin. In seiner ersten Saison fuhr er in die Top 10 des Arctic Race of Norway und der Slowakei-Rundfahrt, wobei er bei letzterer hinter Tobias Foss den zweiten Rang in der Nachwuchswertung belegte. Mit der Vuelta a España 2019 bestritt er seine erste Grand Tour, die er auf dem 76. Gesamtrang beendete.
Im Jahr 2020 wechselte Steff Cras zum belgischen Team Lotto Soudal und ging bei seiner ersten Tour de France an den Start. Auf dem zweiten Abschnitt durch die Pyrenäen (9. Etappe) wurde er jedoch frühzeitig abgehängt und gab das Rennen wenig später auf. Nachdem er die Vuelta a España 2021 als bester Fahrer seiner Mannschaft auf dem 20. Gesamtrang beendet hatte, ging er im Jahr 2022 erneut bei der Spanien-Rundfahrt an den Start, schied jedoch bereits auf der 2. Etappe mit einem Ellenbogenbruch aus.

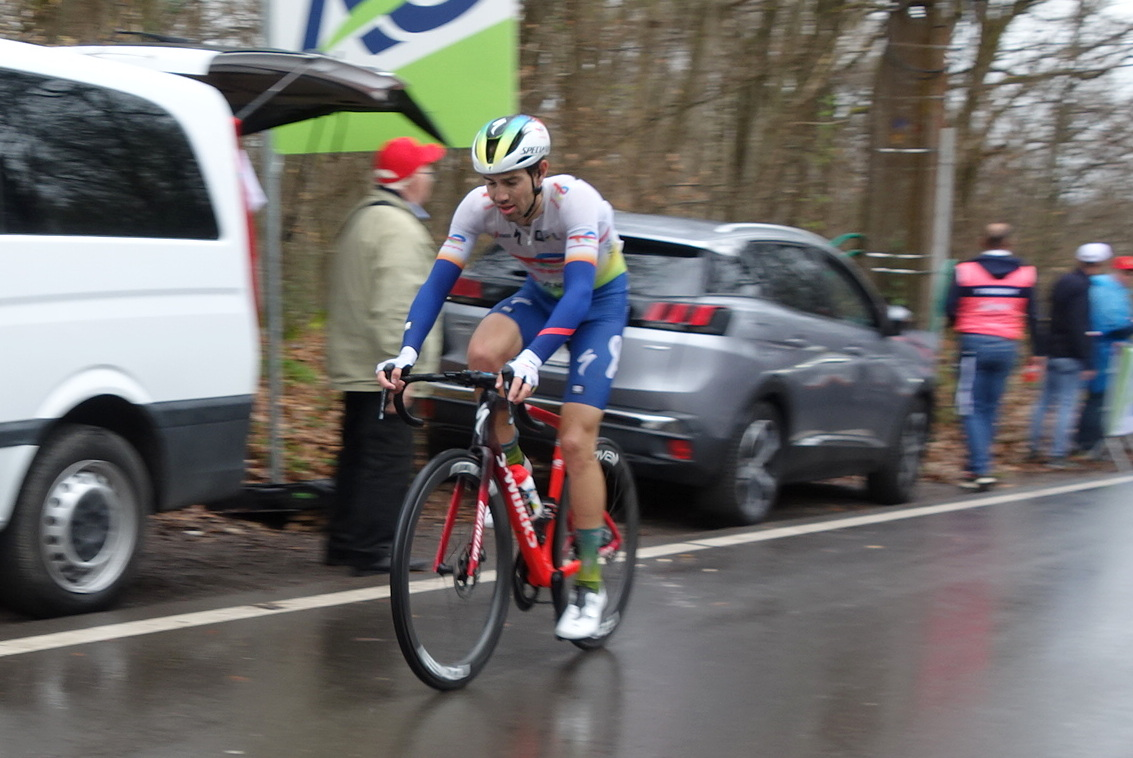
Steff Cras bei Lüttich–Bastogne–Lüttich 2023

Seit dem Jahr 2023 fährt Steff Cras bei dem französischen UCI ProTeam TotalEnergies. Nachdem er sich beim Critérium du Dauphiné 2023 erneut eine Ellenbogenfraktur zuzog, kollidierte er bei der anschließenden Tour de France auf der 8. Etappe mit einem Zuschauer und musste das Rennen auf dem 13. Gesamtrang liegend aufgeben. Nach seiner Genesung ging er bei der Vuelta a España an den Start und rückte nach der 6. Etappe mit einem erfolgreichen Ausreißversuch zwischenzeitlich auf den 5. Rang vor, ehe er die Grand Tour als Elfter des Gesamtklassements beendete. Im Jahr 2024 war Cras in einen Massensturz bei der Baskenland-Rundfahrt involviert, der sich in einer Abfahrt ereignete. Dabei zog er sich aufgrund mehrerer Rippenbrüche einen Pneumothorax zu und erlitt zudem zwei Rückenwirbelfrakturen. Nach einer Woche konnte er das Krankenhaus verlassen und bestritt in Vorbereitung auf die Tour de France 2024 die Slowenien-Rundfahrt, die er als Gesamtneunter beendete.

## Erfolge
2014
- eine Etappe Tour du Valromey

2017
- belgische Meisterschaften, Einzelzeitfahren (U23)

2025
- eine Etappe Asturien-Rundfahrt

## Grand-Tour-Platzierungen
| Grand Tour            | 2019 | 2020 | 2021 | 2022 | 2023 | 2024 | 2025 |
| --------------------- | ---- | ---- | ---- | ---- | ---- | ---- | ---- |
| Giro d’ItaliaGiro     | –    | –    | –    | –    | –    |      | –    |
| Tour de FranceTour    | –    | DNF  | –    | –    | DNF  | 16   | DNF  |
| Vuelta a EspañaVuelta | 76   | –    | 20   | DNF  | 11   | –    | …    |